# Milichiella hendeli
Milichiella hendeli är en tvåvingeart som först beskrevs av Irina Brake år 2000. Milichiella hendeli ingår i släktet Milichiella och familjen sprickflugor.